# Moso in Passiria
Moos in Passeier tiếng Ý: Moso in Passiria) là một đô thị ở thung lũng Passeier, Nam Tirol thuộc vùn Trentino-Nam Tirol. Nó có vị trí cách khoảng 90 km về phía bắc của Trento và khoảng 40 km về phía tây bắc của Bolzano, trên biên giới với Áo. Tại thời điểm ngày 31 tháng 12 năm 2004, đô thị này có dân số 2.208 người và diện tích là 193,8 km².
Moos in Passeier giáp các đô thị: Partschins, Ratschings, Riffian, St. Leonhard in Passeier, St. Martin in Passeier, Schnals, Tirol và Sölden (ở Áo).

## Ngôn ngữ
Theo điều tra dân số năm 2001 99,09% dân số nói tiếng Đức như tiếng mẹ đẻ và 0,91% nói tiếng Ý.